# Острийки
Остри́йки (укр. Острійки) — село, входит в Белоцерковский район Киевской области Украины.
Население по переписи 2001 года составляло 845 человек.

## Местный совет
09164, Киевская обл., Белоцерковский р-н, с. Острийки, ул. Ленина, 29а